# 纳盘镇区
纳盘镇区，又译纳潘镇区，是缅甸掸邦马曼县下辖的一个镇区，同时也是佤自治州的一部分。治所位于纳盘。镇区现在佤邦控制下，佤邦将大部分区域划归勐冒县管辖，南部划归勐能县管辖。